# چن فنگ
چن فنگ (انگلیسی: Chen Feng؛ زادهٔ ۲۸ ژانویهٔ ۱۹۸۰) شمشیرباز اهل چین بود. وی در بازی‌های المپیک تابستانی ۲۰۰۴ شرکت کرده‌است.